# Креспен (Аверон)
Креспе́н (фр. Crespin, окс. Crespinh) — коммуна во Франции, находится в регионе Окситания. Департамент — Аверон. Входит в состав кантона Сальвета-Пейрале. Округ коммуны — Родез.
Код INSEE коммуны — 12085.
Коммуна расположена приблизительно в 530 км к югу от Парижа, в 95 км северо-восточнее Тулузы, в 33 км к юго-западу от Родеза.

## Население
Население коммуны на 2008 год составляло 268 человек.
| 1962 | 1968 | 1975 | 1982 | 1990 | 1999 | 2008 |
| ---- | ---- | ---- | ---- | ---- | ---- | ---- |
| 328  | 407  | 375  | 328  | 298  | 273  | 268  |

## Экономика

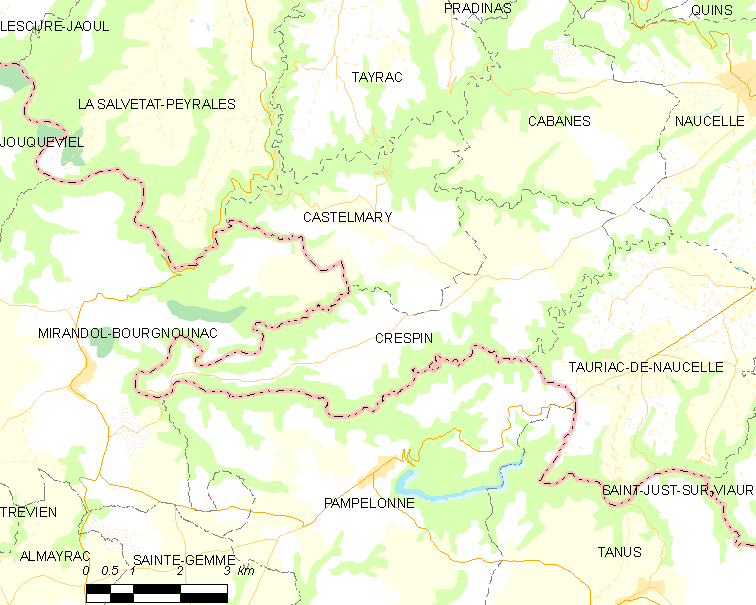
Карта коммуны

В 2007 году среди 160 человек в трудоспособном возрасте (15—64 лет) 118 были экономически активными, 42 — неактивными (показатель активности — 73,8 %, в 1999 году было 64,9 %). Из 118 активных работали 112 человек (65 мужчин и 47 женщин), безработных было 6 (0 мужчин и 6 женщин). Среди 42 неактивных 7 человек были учениками или студентами, 25 — пенсионерами, 10 были неактивными по другим причинам.